# De l'or pour les chiens
Pour plus de détails, voir Fiche technique et Distribution.
De l'or pour les chiens est un film français réalisé par Anna Cazenave Cambet et sorti en 2021.

## Fiche technique
- Titre : De l'or pour les chiens
- Réalisation : Anna Cazenave Cambet
- Scénario : Anna Cazenave Cambet et Marie-Stéphane Imbert
- Photographie : Kristy Baboul
- Décors : Thomas Ducos et Mathilde Poncet
- Montage : Joris Laquittant
- Musique : Koudlam
- Son : N’Dembo Ziavoula
- Producteur : Charles Gillibert
- Production : CG Cinéma
- SOFICA : Sofitvciné 7
- Distribution : Rezo Films
- Pays d’origine :  France
- Durée : 99 minutes
- Date de sortie : France - 30 juin 2021

## Distribution
- Tallulah Cassavetti : Esther
- Ana Neborac : Sœur Laëtitia
- Corentin Fila : Jean
- Carole Franck : la mère supérieure
- Romain Guillermic : le garçon de la fête
- Claire Duburcq : la retraitante
- Julie Depardieu : la mère d'Esther

## Sélections
- Film labellisé Semaine de la Critique 2020[1]